# Amenmose
Amenmose va ser un príncep egipci de la XVIII Dinastia. Era el fill gran i l'hereu designat de Tuthmosis I, però va morir abans que el seu pare. Tenia els títols de "Fill Gran del Rei" i "Gran Supervisor de Soldats".
| i | mn · n | F31 | s |

| i | mn · n | F31 | s |

És probable que Amenmose hagués nascut abans que el seu pare ascendís al tron. No se sap qui era la seva mare ni la mare del seu germà Uadjmose. És probable que hagués estat la Gran Esposa Reial Ahmose, que també era la mare de Hatxepsut i Neferubiti, o potser la reina secundària Mutnofret, que també era la mare de Tuthmosis II.
Amenmose apareix representat a la tomba d'el-Kab del seu tutor i el d'Uadjmose, Paheri. També s'ha trobat a Guiza un fragment petit de naos de pedra d'Amenmose datat a l'any 4 de Tuthmosis I. El nom d'Amenmose hi apareix escrit en un cartutx, que generalment es limitava als faraons i a les seves reines principals; era estrany que un príncep hereu s'identifiqués d'aquesta manera.
Amenmose va ser el primer príncep egipci a rebre un títol militar, el de Gran Supervisor de Soldats, que reflecteix el paper que tenien els faraons i els prínceps com a caps militars. Aquest títol va aparèixer per primera vegada durant el Regne Mitjà i més tard es va utilitzar amb freqüència amb els prínceps durant el període ramèssida.